# Macromitrium divaricatum
Macromitrium divaricatum är en bladmossart som beskrevs av Mitten 1869. Macromitrium divaricatum ingår i släktet Macromitrium och familjen Orthotrichaceae. Inga underarter finns listade i Catalogue of Life.